# Fekete kárókatona
A fekete kárókatona (Phalacrocorax sulcirostris) a madarak (Aves) osztályának a szulaalakúak (Suliformes) rendjébe, ezen belül a kárókatonafélék (Phalacrocoracidae) családjába tartozó faj.
A magyar név forrással nincs megerősítve, lehet, hogy a német név tükörfordítása (Schwarzscharbe).

## Előfordulása
Ausztrália, Indonézia, Új-Kaledónia, Új-Zéland, Pápua Új-Guinea és Kelet-Timor területén honos. Kóborlásai során eljut a Karácsony-szigetre és Palaura is.